# Percy Grainger
Percy Aldridge Grainger, avstralsko-ameriški pianist, saksofonist, skladatelj in dirigent, * 8. julij 1882,  Brighton, (predmestje Melbourna), † 20. februar 1961, White Plains, New York, ZDA.

## Življenje in delo
Njegov oče je bil arhitekt, imigrant iz Londona, mati pa hotelirjeva hči iz Adelaide. Ko je bil Percy star 11 let, sta se starša ločila, potem ko je oče, alkoholik, po vrnitvi iz Londona okužil mater s sifilisom. Leta 1895 je mati poslala sina na študij glasbe v Frankfurt. Med letoma 1901 in 1914 je Grainger živel v Londonu, kjer se je spoprijateljil z Edvardom Griegom, ki mu je bil tudi skladateljski vzornik. V začetku prve svetovne vojne (1914) se je preselil v ZDA, leta 1918 pa je dobil ameriško državljanstvo. Zaslovel je s svojimi pianističnimi skladbami in njihovimi izvedbami, to mu je omogočalo gomtno preskrbljenost in skupaj z materjo se je naselil na obrobju kraja White Plains. Njegova mati Rose Grainger je imela močne telesne in duševne težave, leta 1922 je storila samomor (skočila je iz visoke stavbe). Ta dogodek sicer Graingerja ni osvobodil namigovanj na pretirano intimno razmerje s svojo materjo, čeprav so ga mnogi nekorektno označevali za incestuozno.
Istega leta je odpotoval na Dansko, kjer je začel svojo etnomuzikološko pot po Skandinaviji (že pred tem je leta 1906 obiskal Griega na njegovem domu). Orkestracija skandinavskih ljudskih melodij predstavlja del njegovih najboljših skladb. Novembra 1926 je Grainger spoznal švedsko umetnico in pesnico Ello Violo Ström in se, osvobojen materine dominacije, zaljubil vanjo na prvi pogled. Njuna poroka je bila v tistem času ena najveličastnejših: 9. avgusta 1928 je bila prizorišče poroke Hollywoodska školjka (Hollywood Bowl), poroki je sledil koncert 126 glasbenikov s pevskim zborom pred 20.000 poslušalci. Zaigrali in zapeli so Graingerjevo novo kompozicijo, imenovano Nordijski princesi, ki je bila posvečena Elli. 
Leta 1932 je postal dekan na glasbenem oddelku Univerze v New Yorku, svoj ugled pa je poglobil z uvedbo jazzovskih predmetov v kontekstu glasbenega izobraževanja. Tudi Duke Ellington je bil gostujoči predavatelj na tej univerzi, vendar mu je akademsko življenje kmalu začelo presedati in ga je zapustil za zmeraj.
Družina Grainger se je leta 1940 preselila v Springfield, Missouri, od koder je skladatelj načrtoval mnoge koncerte vojaške godbe (v času druge svetovne vojne). Po vojni ga je načenjalo slabo zdravstveno stanje, ki mu je onemogočalo pianistične nastope. V kombinaciji z upadom popularnosti klasične glasbe je zapadel v letargična stanja. Zanjda leta svojega življenja je posvetil elektronski glasbi in skupaj z Burnettom Crossom iznašel napravo »Free Music Machine«, predhodnico elekričnega sintetizatorja. Percy Grainger je umrl v New Yorku in bil pokopan v Adelaidi (Avstralija). Njegovi dokumeti so shranjeni na Univerzi v Melbournu
(The Grainger Museum).
Skladateljev vedenjski karakter je bil sicer kontroverzen v dveh pogledih:
1. bil je sadomazohist in je pogosto pretepal samega sebe in svojega očeta,
2. bil je vnet privrženec rasističnih idej, ki so v nebo kovale svetlolase in modrooke prebivalce severne Evrope.